# جون فريزر (تنس)
جون فريزر (بالإنجليزية: John Fraser)‏ مواليد 1 أغسطس 1935 في ملبورن، هو لاعب كرة مضرب أسترالي سابق بدأ مسيرته كمحترف سنة 1953 وكان يلعب باليد اليمنى، اعتزل اللعب في 1968. وصل إلى نهائي بطولة ويمبلدون سنة 1962.

## روابط خارجية
- جون فريزر على موقع رابطة محترفي التنس (الإنجليزية)
- جون فريزر على موقع الاتحاد الدولي لكرة المضرب (الإنجليزية)
- جون فريزر على موقع بطولة ويمبلدون (الإنجليزية)